# San Gregorio Armeno
A San Gregorio Armeno az egyik legjelentősebb barokk nápolyi templom. Az azonos nevű utca mentén áll, amelyet számos, hagyományos bethelemes figurákat készítő műhely szegélyez.

## Története
A 8. században a görögországi ikonrombolások után számos szerzetesrend elhagyta a Bizánci Birodalmat. Így került Nápolyba az a csoport apáca, amely Világosító Szent György, örmény püspök ereklyéit menekítette. A régi kolostort a római kori Ceres templomának romjai helyén építették. A normann fennhatóság alatt a kolostort egyesítették a Salvatore e San Pantaleone-kolostorral és a bencések kezébe került. 1864-ben itt helyezték el Szent Patrizia ereklyéit. Gyakran emlegetik San Biagio Maggiore néven is, ez viszont tévedés, hiszen a tényleges San Biagio-templom néhány épületnyire fekszik tőle, az utca végében.

## Leírása
A templom építése 1574-ben kezdődött és öt évig tartott. A homlokzatát három árkád díszíti. A belseje egyhajós, öt oldalkápolnával. A belső díszítések – kivéve az öt kápolnát – Luca Giordano alkotásai (1679). Az oltár Bernardino Lama alkotása. A templom belsejében látható a Szent Lépcső (Scala Santa), amelyet az apácák használtak bűnbánati szertartásuk során.
A fő látnivaló az 1580-ban épült kolostor. Belső udvarán egy márványkút található, delfin és más tengeri állatok szobraival, illetve Matteo Bottiglieri Krisztus szobrával díszítve.